# Ariadna tangara
Espèce
Ariadna tangara est une espèce d'araignées aranéomorphes de la famille des Segestriidae.

## Distribution
Cette espèce est endémique d'Australie. Elle se rencontre en Australie-Méridionale sur l'île Kangourou, dans la péninsule Fleurieu et dans la chaîne de Flinders, au Victoria et en Tasmanie.

## Description

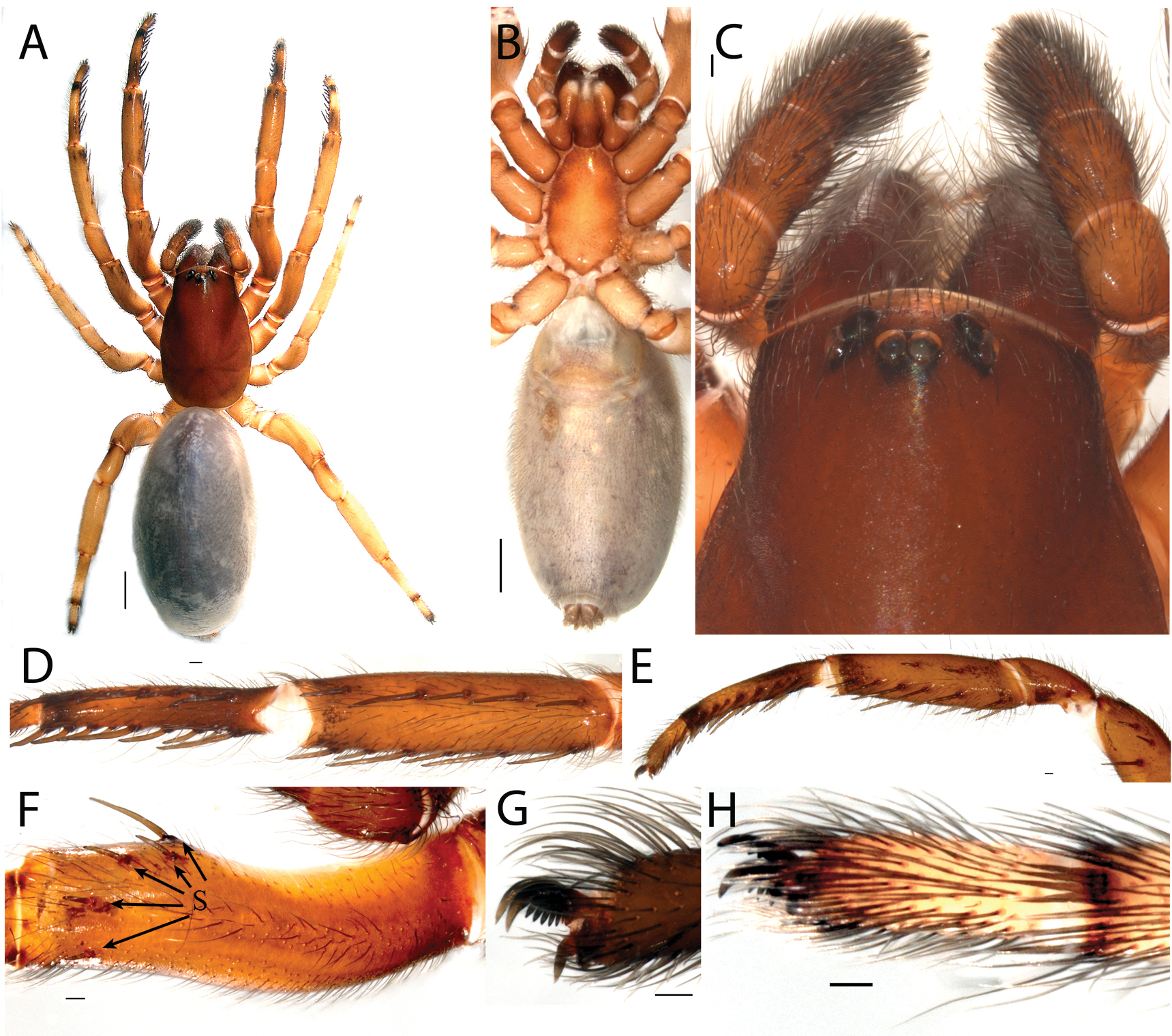
Ariadna tangara ♀

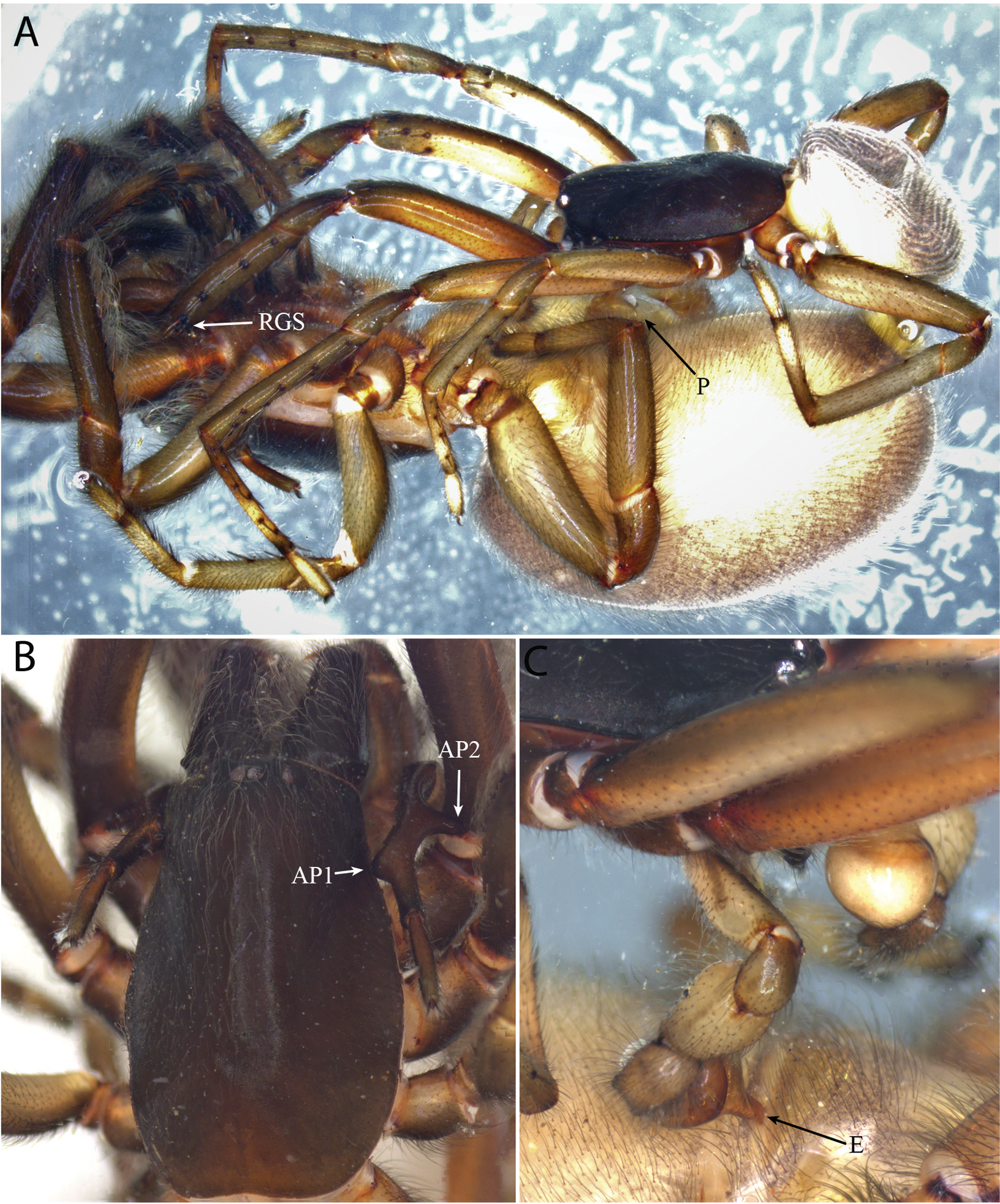
Ariadna tangara

La carapace du mâle holotype mesure 3,5 mm de long et l'abdomen 3,0 mm et la carapace de la femelle paratype mesure 4,1 mm de long et l'abdomen 6,6 mm.

## Systématique et taxinomie
Cette espèce a été décrite par Marsh, Baehr, Glatz et Framenau en 2018.

## Publication originale
- Marsh, Baehr, Glatz & Framenau, 2018 : « New species of tube web spiders of the genus Ariadna from South Australia (Araneae, Segestriidae). » Evolutionary Systematics, vol. 2, no 2, p. 137-149 (texte intégral).